# Inquilinismo

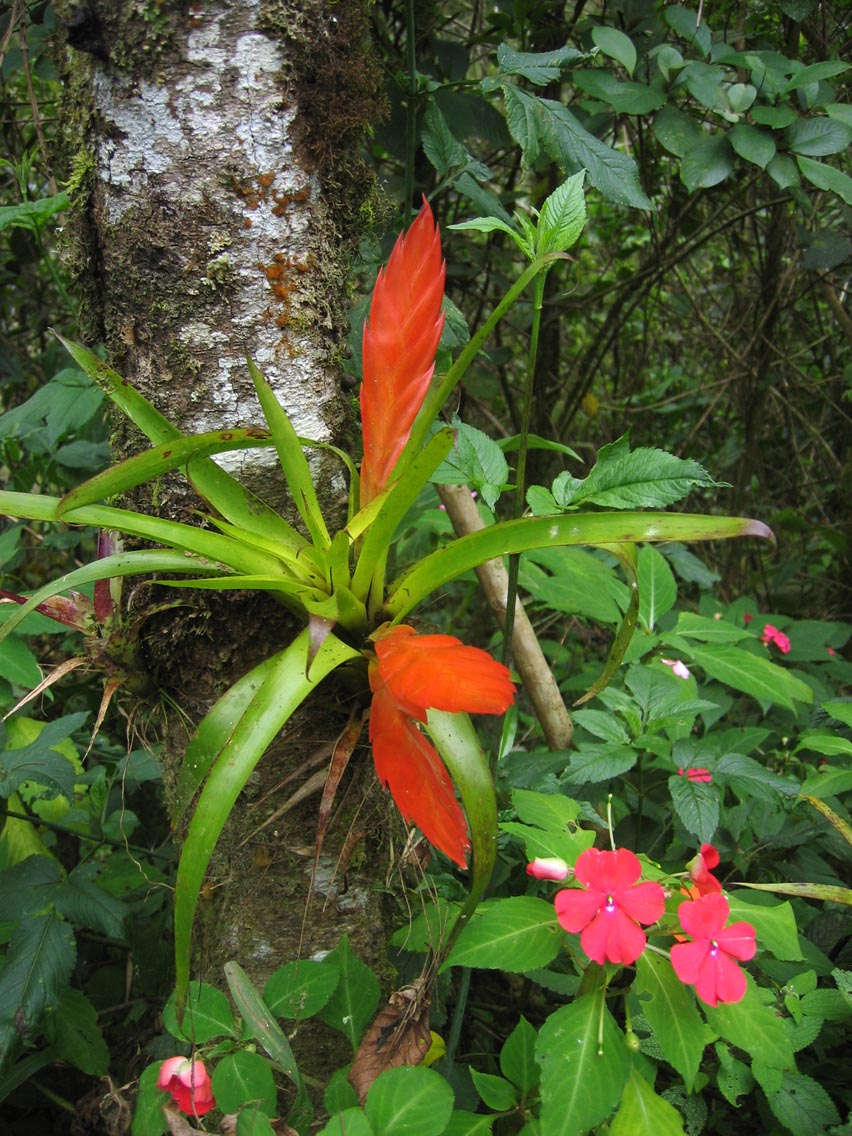
Bromélia sobre árvore em relação de inquilinismo.

Inquilinismo é um tipo de relação ecológica entre organismos de diferentes espécies. O inquilinismo é definido como uma associação interespecífica harmônica mais comum, na qual apenas uma espécie é beneficiada sem, entretanto, existir prejuízo para a outra espécie associada. O inquilino obtém abrigo (proteção) ou ainda suporte no corpo da espécie hospedeira. Inquilinismo também pode ser definido como um caso específico do comensalismo.
Um usa o outro como moradia, no caso das plantas é chamado de Epifitismo, nesta relação a planta usa uma outra planta como suporte.
Um exemplo clássico é o caso da interação existente entre orquídeas ou bromélias e as árvores em cujo tronco se instalam (não há postura de parasitismo). Estas plantas são classificadas como epífitas (epi = em cima), esse tipo de inquilinismo é denominado epifitismo. 
Um outro exemplo de inquilinismo é a interação existente entre o peixe-agulha (gênero Fierasfer) e as holotúrias ou pepinos-do-mar (Equinodermos). Esse pequeno peixe, quando perseguido por algum inimigo natural, procura uma holotúria e penetra em seu ânus, abrigando-se no tubo digestivo desse equinodermo. 